# Sunderland
Sunderland [ˈsʌndələnd] ist eine Hafenstadt im Metropolitan County Tyne and Wear in Nordost-England. Bis 1974 war Sunderland ein County Borough der traditionellen Grafschaft County Durham. Sunderland liegt an der Mündung des Flusses Wear in die Nordsee und hat etwa 174.000 Einwohner. Seit 1974 ist die Stadt der namensgebende Kernort des größeren Metropolitan Borough City of Sunderland.

## Geschichte

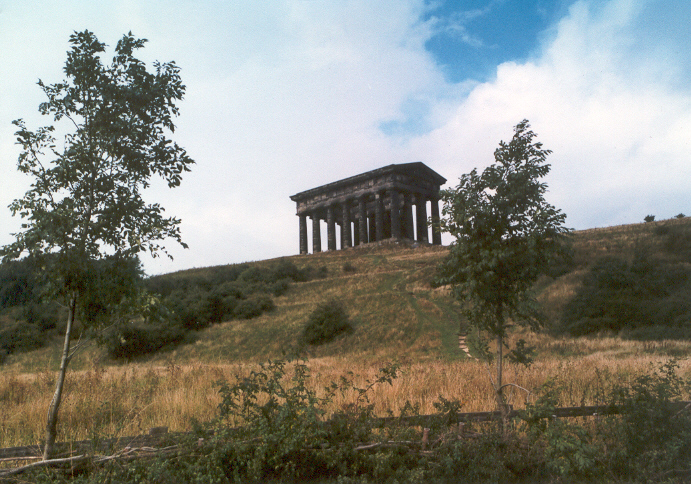
Penshaw Monument

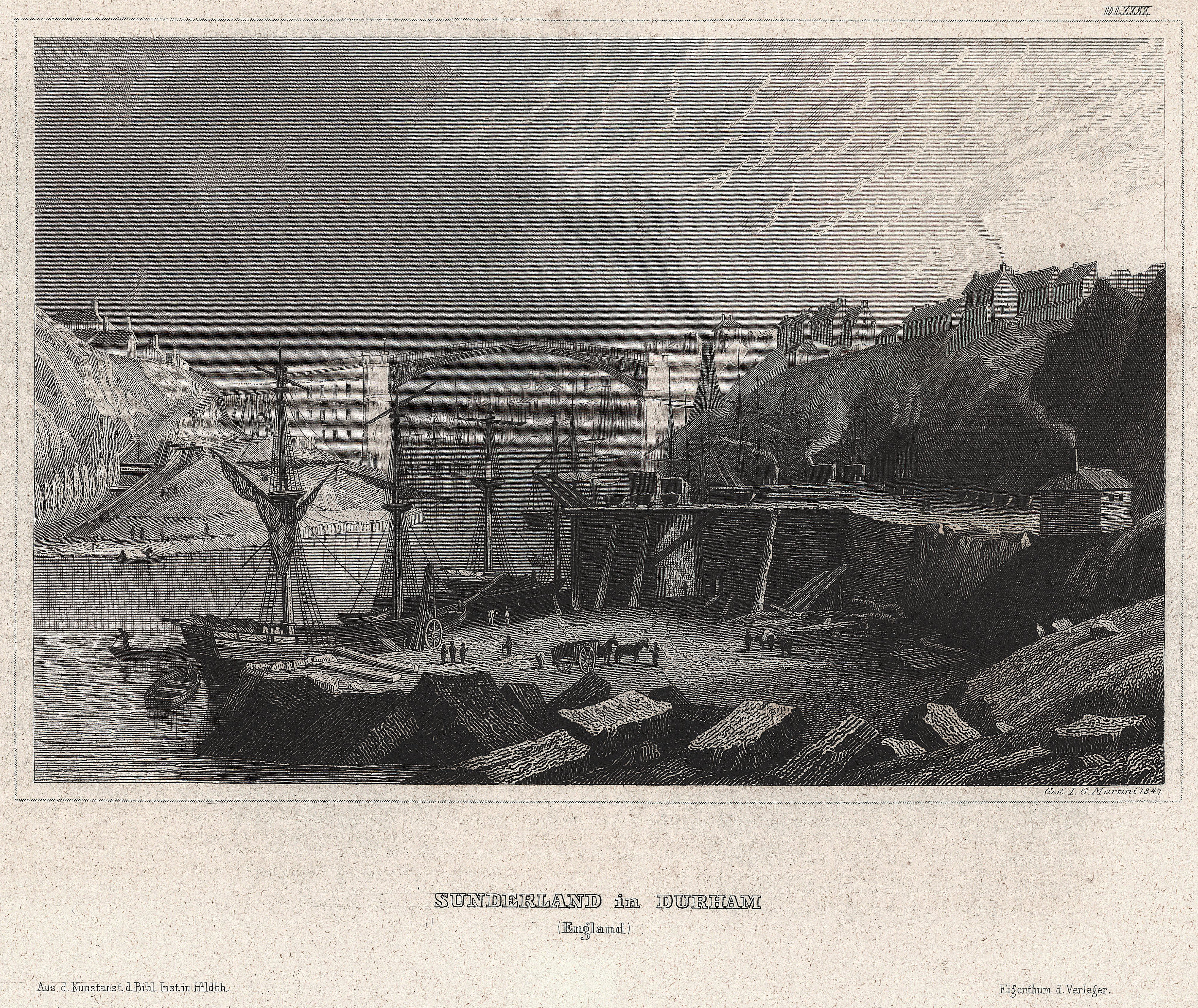
Sunderland im Jahre 1848

Der Name Sunderland geht auf die Lage des Ortes am Fluss Wear zurück und leitet sich von Soender-land (das vom Fluss geteilte Land) ab. 674 stellte der König von Northumbria, Ecgfrith dem Benedict Biscop ein größeres Stück Land zur Verfügung, um dort das Kloster St. Peter zu errichten, in das 680 der spätere Geschichtsschreiber Beda Venerabilis eintrat. Die Nordseite des Wear wurde Monkwearmouth genannt, während die Südseite, die weiterhin unter der Herrschaft des Bischofs von Durham stand, Bishopwearmouth genannt wurde – Bezeichnungen, die bis heute gebräuchlich sind.
Während des englischen Bürgerkriegs (1642–1649) stand Sunderland auf der Seite des Parlaments und war Garnisonsstadt für schottische Kämpfer, die die Belagerung des royalistischen Newcastle upon Tyne anführten. Während der Zeit des Commonwealth of England unter Oliver Cromwell erhielt Sunderland eine bevorzugte Stellung gegenüber den anderen Häfen. Nach der Restauration der Monarchie wurde die Stadt jedoch durch mehrere königliche Chartas in ihrem Wachstum als Handelszentrum behindert. Diese geschichtliche Entwicklung trug zu einer bis heute andauernden Feindschaft zwischen Newcastle und Sunderland bei.
1830 lag die Kommunalverwaltung in der Hand der drei Kirchen Sunderlands. Als jedoch die Cholera ausbrach, standen die von der Kirche mit der Verwaltung betrauten Personen dieser hilflos gegenüber. Der Ruf nach Demokratie und einer organisierten Kommunalverwaltung führten 1836 zur Schaffung des Borough of Sunderland, wiewohl ungeduldige Bürger bereits im Dezember 1835 einen Bürgermeister gewählt hatten.
Sunderland liegt auf einem Plateau hoch über dem Fluss und hatte daher nie das Problem, seinen Einwohnern das Überqueren des Flusses zu ermöglichen, ohne dass Schiffe mit hohen Masten behindert wurden. 1786 wurde die Wearmouth-Brücke errichtet; 1859 wurde an der gleichen Stelle von Robert Stephenson eine neue Brücke gebaut, die 1929 ihre bis heute bestehende Form erhielt. Der Hafen von Sunderland wurde in den 1850er Jahren mit dem von Isambard Kingdom Brunel entworfenen Hudson Dock erheblich ausgebaut. Ab dem 19. Jahrhundert wurden die Einwohner Sunderlands auch Mackems genannt.

## Das heutige Stadtbild
Sunderland war immer ein Zentrum des Schiffbaus und lange Zeit auch des Kohleabbaus. Die letzte Werft schloss allerdings 1988, das letzte Kohlebergwerk 1994. Auf dem Gelände des Bergwerks befindet sich heute das Stadium of Light, in dem der Fußballverein AFC Sunderland spielt. Die Brauerei Vaux, 1837 im Zentrum errichtet, war 170 Jahre lang einer der größten Arbeitgeber, wurde jedoch 2000 geschlossen.
Mit dem Niedergang traditioneller Industrien haben sich in Sunderland moderne Industriezweige (Elektronik, Chemie, Papier) niedergelassen. Einige davon befinden sich, ebenso wie die zu Nissan gehörige Automobilfabrik, im nahegelegenen Washington. Auch der Dienstleistungssektor hat sich in Sunderland vergrößert; einige Callcenter befinden sich in der Stadt.
1990 wurden die Ufer des Wear regeneriert; Wohnhäuser sowie Einkaufs- und Geschäftszentren wurden auf dem Gelände früherer Werften errichtet.
Da Sunderland während des Zweiten Weltkriegs durch Bombardierungen schwer getroffen wurde, besteht das Stadtzentrum überwiegend aus zweckmäßigen Nachkriegsbauten. Gleichwohl sind viele alte Gebäude erhalten; zu ihnen gehören die Kirche Holy Trinity, 1719 erbaut, und die Kirche St. Peter, die aus dem früheren Kloster entstand und in einigen Teilen aus dem Jahr 674 stammt.

## Bildung
In Sunderland befindet sich die University of Sunderland, deren St. Peter’s Campus der auf dem Gebiet einer ehemaligen Werft liegt. Es existieren noch zwei weitere Campus.

## Verkehr
Sunderland ist an das Eisenbahnnetz der Tyne & Wear Metro angeschlossen; der 1999 eröffnete Busbahnhof Park Lane ist der größte nach der Victoria Coach Station in London.

## Sehenswürdigkeiten
- Das Sunderland Museum mit den Winter Gardens
- Das National Glass Centre, eröffnet 1998
- Das Empire Theatre, größtes Theater im Nordosten Englands
- Das Royalty Theatre
- Das Stadium of Light (hier spielt der AFC Sunderland)
- Das Crowtree Leisure Centre
- „The Walrus“ im Mowbray Park

## Veranstaltungen
Alljährlich findet die Sunderland International Airshow an der Küste bei Roker und Seaburn statt. Die Veranstaltung zieht mehr als 1,2 Millionen Zuschauer an und ist die größte öffentliche Flugschau Europas.

## Sport
Im Crowtree Centre wurde als wichtiges Ranglistenturnier im Snooker in 1995 der Grand Prix ausgetragen. Der Fußballverein AFC Sunderland wurde sechsmal englischer Meister und gewann zweimal den englischen Pokal, der letzte Titelgewinn stammt allerdings aus dem Jahr 1973.

## Persönlichkeiten

### Söhne und Töchter der Stadt
- Beda Venerabilis (672/73–735), Benediktiner, Theologe und Geschichtsschreiber
- Jack Crawford (1775–1831), Seeheld
- Clarkson Stanfield (1793–1867), Bühnen- und Kunstmaler
- Major General Sir Henry Havelock (1795–1857)
- William King (1809–1886), Geologe, Erstbeschreiber der Art Homo neanderthalensis
- Joseph Wilson Swan (1828–1914), Erfinder
- Frank Wilson (1859–1918), Premier von Western Australia
- Robert Robinson (1879–1950), Fußballspieler
- Alf Common (1880–1946), Fußballspieler
- John Fowler (1880–1950), Fußballspieler
- Helen Aitchison (1881–1947), Tennisspielerin
- Sarah Padden (1881–1967), britisch-US-amerikanische Schauspielerin
- Sir William Halcrow (1883–1958), Ingenieur
- George Elliott (1889–1948), Fußballspieler
- Joseph E. Gillis (1911–1993), Mathematiker und Kryptoanalytiker
- James Herriot (eigentlich James Alfred Wight; 1916–1995), Veterinär und Schriftsteller
- Ursula Dronke (1920–2012), Literaturwissenschaftlerin
- Christine Norden (1924–1988), Schauspielerin
- William Russell (1924–2024), Schauspieler
- Peter Leng (1925–2009), Offizier der British Army, General
- Harry Wilkinson (1926–2017), Fußballspieler
- Alan Dick (1930–2002), Leichtathlet, Sprinter
- Maurice Roëves (1937–2020), Film- und Theaterschauspieler
- Ronnie Stephenson (1937–2002), Jazzschlagzeuger
- George Bellamy (* 1940), Musiker
- Peter Noble (1944–2017), Fußballspieler
- Monica Rutherford (1944–2024), Gerätturnerin
- Pop Robson (* 1945), Fußballspieler
- Terry Deary (* 1946), Schriftsteller
- Bernard Comrie (* 1947), Linguist
- Don Airey (* 1948), Musiker
- Mick Grabham (* 1948), Rock- und Blues-Gitarrist
- Dave Stewart (* 1952), Musiker (u. a. Eurythmics)
- Mark Brydon (* 1960), Musikproduzent und Gründer des Duos Moloko
- Henry Clarke (* 1960), Fußballspieler
- John Cryan (* 1960), britischer Bankmanager
- Callum Keith Rennie (* 1960), kanadischer Schauspieler
- Melanie Hill (* 1962), Schauspielerin
- Stephen Train (* 1962), Kanute
- Gina McKee (* 1964), Schauspielerin
- James Gay-Rees (* 1967), Filmproduzent, Oscar-Gewinner
- Dianne Oxberry (1967–2019), Hörfunk- und Fernsehmoderatorin
- Jonathan Moss (* 1970), Fußballschiedsrichter
- Ian Wilson (* 1970), Schwimmer
- Steve Howey (* 1971), Fußballspieler
- Alison Wright (* 1976), Schauspielerin
- Jonathan Wilson (* 1976), Sportjournalist
- Leanne Cahill (* 1977), Kanzlerin der englischen University of Sunderland
- Alyson Dixon (* 1978), Marathonläuferin
- Tony Jeffries (* 1985), Boxer
- Adam Johnson (* 1987), Fußballspieler
- Emeli Sandé (* 1987), Sängerin
- Jill Scott (* 1987), Fußballspielerin
- Rachel Furness (* 1988), Fußballspielerin
- Charlotte Crosby (* 1990), Moderatorin
- Jordan Henderson (* 1990), Fußballspieler
- Kiaran MacDonald (* 1997), Boxer
- Lauren Irwin (* 1998), Ruderin
- Matthew Potts (* 1998), Cricketspieler
- Giovanni Reyna (* 2002), US-amerikanisch-portugiesischer Fußballspieler
- Luca Stephenson (* 2003), Fußballspieler

außerdem:
- Leatherface, Punk-Rock-Band
- Toy Dolls, Punk-Rock-Band

### Personen mit Bezug zur Stadt
- St. Benedict Biscop (628–690), Mönch
- Robert von Genf (1342–1394), erster Gegenpapst des großen Schisma, war Priester in Bishopswearmouth
- Robert Whitaker McAll (1821–1893), war 1848–55 kongregationalistischer Pastor in Sunderland
- Bryan Ferry (* 1945), Musiker